# Klaus Huber

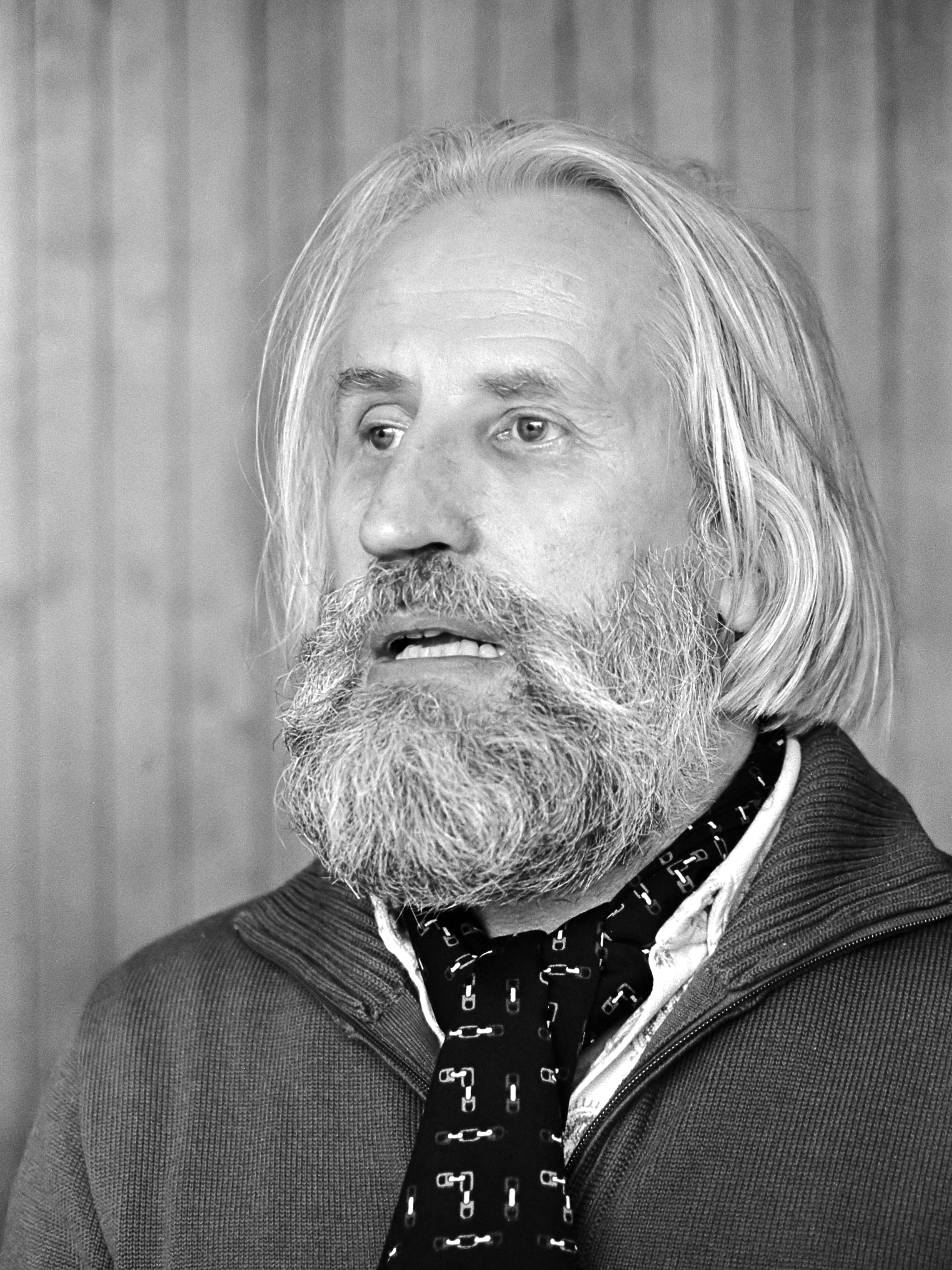
Klaus Huber 1981.

Klaus Huber, född 30 november 1924 i Bern, Schweiz, död 2 oktober 2017 i Perugia, Italien, var en schweizisk kompositör, violinist och kompositionslärare.

## Biografi
Huber var en av de ledande gestalterna i sin generation i Europa och skrev många verk för kammarmusikensembler, körer, solister, orkester samt teater. Han var en socialt och politiskt medveten kompositör och hans musik vill ofta förmedla ett humanistiskt budskap.
Huber skrev sin musik i tolvton på ett personligt sätt, t. ex. i Noctes för oboe och cembalo.
Mellan 1973 och 1990 var han professor i komposition vid Hochschule für Musik i Freiburg im Breisgau. Bland hans tidigare elever finns Reinhard Febel och Kaija Saariaho.
Han erhöll 2009 Ernst von Siemens musikpris.